# Carl Enckell
Carl Johan Alexis Enckell (San Pietroburgo, 7 giugno 1876 – Helsinki, 26 marzo 1959) è stato un politico e diplomatico finlandese.

## Biografia
Dopo essersi diplomato alla scuola per cadetti di Hamina, servì nell'esercito imperiale russo. Fu lui nel 1917 a negoziare l'indipendenza del suo Paese dalla Russia.
Fu più volte ministro degli esteri (1918-1919, 1922, 1924 e 1944-1950) e ricoprì anche la carica di delegato finlandese presso la Società delle Nazioni.
Uno dei suoi principali successi fu la risoluzione, a favore della Finlandia, della crisi delle isole Åland contese dalla Svezia.
Fu ambasciatore a Parigi dal 1919 al 1927 e vicepresidente della delegazione finlandese che il 10 febbraio 1947 firmò il trattato di pace di Parigi con gli Alleati.